# Abedalá ibne Ixaque ibne Ibraim
Abedalá ibne Ixaque ibne Ibraim (em árabe: عبد الله بن إسحاق بن إبراهيم‎; romaniz.: Abdallah ibn Ixaq ibn Ibrahim) foi um oficial muçabida em serviço do Califado Abássida. Ele foi brevemente governador de Baguedade em 851, e o governador de Pérsis em ca. 863.

## Vida

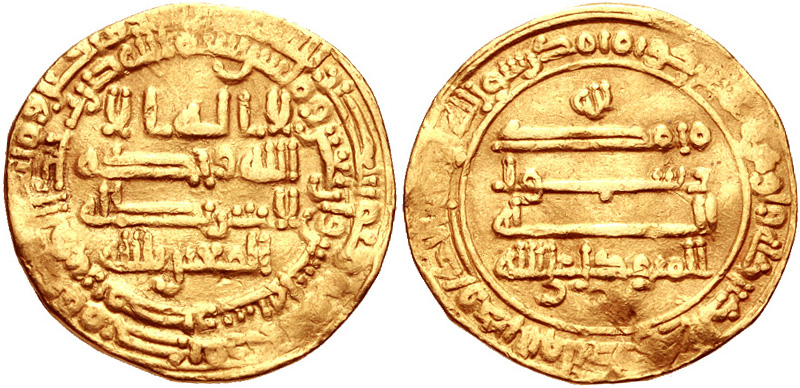
Dinar de ouro de Mutavaquil r.

Maomé foi filho de Ixaque ibne Ibraim Almuçabi, membro dum ramo colateral da família taírida e chefe de segurança (saíbe da xurta) em Baguedade de 822 a 850. Após a morte de seu irmão Maomé em julho de 851, Abedalá sucedeu-o sob o califa Mutavaquil como governador de Baguedade e chefe de segurança (saíbe da xurta) do Sauade, mas rapidamente afastou seus funcionários responsáveis pela fiscalidade por lidar com eles de uma maneira dura. No mesmo ano, perdeu sua posição para Maomé ibne Abedalá ibne Tair, que chegou em outubro do Coração.
Em ca. 863, ou ca. 864 segundo Tabari, Abedalá foi nomeado por Maomé para agir como seu governador em Pérsis. Enquanto servindo naquela província, ele reteve o pagamento dos soldados locais, incitando-os à rebelião contra Abedalá e à aliança com Ali ibne Huceine ibne Curaixe. Carecendo de meios para conter a revolta, Abedalá foi forçado a abandonar Pérsis e retornar para Baguedade.